# Esther Martínez Lobato
Esther Martínez Lobato (Soria, 1976) es una guionista, creadora y productora de ficción española conocida por series como Vis a Vis, La Casa de Papel, El Embarcadero o Sky Rojo.  

## Trayectoria profesional
Comenzó su carrera profesional en el año 2000 como coordinadora de guion y guionista en ¡Ala... Dina! Después trabajó en Boca Boca varios años, como analista, desarrollando proyectos y como guionista en "20 tantos. Además ha sido editora de libros y guiones en distintas editoriales y productoras. 
También hizo una serie en Baleares, “Suit Hotel” (Boca Boca) y colaboró en el desarrollo de proyectos televisivos con la productora teatral Yllana.
Durante el año 2004, fue editora y guionista de la serie “Manolito Gafotas” emitida en Antena 3 y basada en las novelas homónimas de Elvira Lindo.
En 2005 entró en Globomedia, como guionista de Los hombres de Paco serie en la que trabaja durante cinco años, llegando a ser coproductora ejecutiva en su última temporada. 
Después trabajó dos años como guionista en “El barco”. También fue guionista y coproductora ejecutiva de “Bienvenidos al Lolita”.
Creadora junto a Álex Pina, Daniel Écija e Iván Escobar de la serie Vis a Vis en 2015. Es también guionista y coproductora ejecutiva durante las dos primeras temporadas de esta serie.
Esther Martínez Lobato abandona Globomedia y se suma a Vancouver Media junto a Álex Pina convirtiéndose en coproductora ejecutiva y coordinadora de guion de “La casa de Papel” en sus dos primeras temporadas para Antena 3.
En 2017 comienza el proceso de escritura de “El Embarcadero”, un thriller romántico que se estrena en 2019 en Movistar+. Esther Martínez Lobato es creadora de la serie junto a Álex Pina y además desarrolla el papel de coordinadora de guion y producción ejecutiva. Tras El Embarcadero se une al equipo de guion de White Lines, serie creada por Álex Pina y producida por Left Bank Pictures y Vancouver Media para Netflix. Después se incorpora al equipo de guion de la cuarta parte de La Casa de Papel, estrenada en 2020.
En 2019 arranca la escritura y rodaje de Sky Rojo, serie de Vancouver Media, creada por Álex Pina y Esther Martínez Lobato que se estrenó el 19 de marzo de 2021 en Netflix.

Ha sido guionista y coproductora ejecutiva de la quinta parte de La Casa de Papel, así como guionista y productora ejecutiva de la tercera y última temporada de Sky Rojo. En la actualidad, además de trabajar en el spin-off de La Casa de Papel, Berlín, recién estrenada a finales de diciembre 2023, ha anunciado junto a Álex Pina un nuevo proyecto para Netflix llamado “El Búnker”.

## Premios

### La casa de papel
- Premio Mejor Drama, International Emmy 2018.[2]
- Premio Mejor Guion, IRIS; Academia de la Televisión 2017.[3]
- Premio Mejor Ficción, FesTVal 2017.[4]
- Premio Mejor Dirección de Ficción, FesTVal 2017.
- Premio Mejor Dirección, Premios MiM Series 2017.[5]
- Mejor Serie Dramática, Premios Feroz 2018, Nominada.[6]

### Vis a Vis
- Premio Descubrimiento del Año, FesTVal 2015.[7]
- Premio Mejor Ficción Española, Festival de Luchon, 2016.[8]

- Premio Mejor Serie Española, Fotogramas de Plata, 2016.[9]

- Premio Mejor Ficción, Premios IRIS, 2016.[10]

- Premio Mejor Serie Dramática, Premios Feroz, 2016.[11]